# Кальф, Виллем
Виллем Кальф, Биллем Калф (нидерл. Willem Kalf, 1619, Роттердам — 31 июля 1693, Амстердам) — художник, один из представителей голландской школы натюрморта.
Кальф известен как скромными по размеру и мотивам картинами с изображением бедных кухонь и задворок (например, «Двор крестьянского дома», Эрмитаж), так и эффектными натюрмортами с драгоценной посудой и экзотическими плодами (например, «Завтрак», Рейксмюсеум).
Натюрморты Кальфа характеризуются виртуозностью, классической отточенностью композиции, ощущением своеобразия каждой вещи, изысканностью и богатством светотеней и оттенков, искусными контрастами цвета и фактуры предметов.
Благодаря своим изобразительным способностям вкупе с отличным образованием и обширными познаниями в естественных науках он значительно расширил иллюзионистические возможности натюрморта.

## Биография
Виллем Кальф был шестым ребёнком в семье состоятельного роттердамского торговца сукном и члена городского совета Роттердама. Отец Виллема умер в 1625 г., когда мальчику было 6 лет. Мать продолжила семейное дело, но без особых успехов. Не сохранилось данных о том, у кого из художников учился Кальф; возможно, его учителем был Хендрик Пот из Харлема, где проживали родственники Кальфов. Незадолго до смерти своей матери в 1638 г. Виллем покинул родной город и переехал в Гаагу, а затем в 1640-41 гг. поселился в Париже. Там, благодаря своим «крестьянским интерьерам», написанным во фламандской традиции, близкой к творчеству Давида Тенирса и других художников XVII в., Кальф быстро завоевал признание. На его деревенских интерьерах человеческие фигуры находились скорее на заднем плане, а всё внимание зрителя концентрировалось на хорошо освещённых, красочных и искусно выложенных фруктах, овощах и разных предметах домашнего обихода.
Ещё в Париже Кальф сумел создать на основе так называемых банкетных сцен (banketjes), известных по картинам Питера Класа, Виллема Класа Хеды и Яна де Хеема 1630-х гг., новую форму искусно сгруппированного натюрморта с дорогими, богато украшенными предметами (большей частью бутылями, тарелками, бокалами) из отражающих свет материалов — золота, серебра, олова или стекла. Это мастерство художника достигло своей вершины в амстердамский период его творчества в завораживающих «роскошных натюрмортах» (pronkstilleven). Самое известное (и при высоте в 2 м самое большое) произведение Кальфа парижского периода - натюрморт с драгоценными сосудами, доспехами и оружием, выполненный в 1644-45 гг. предположительно по заказу маршала де Тессе и хранящийся ныне в Музее де Тессе в Ле-Мане.
В 1646 г. Виллем Кальф на некоторое время вернулся в Роттердам, потом переехал в Амстердам и Хоорн, где в 1651 г. женился на Корнелии Плувье, дочери протестантского священника. Корнелия была известным каллиграфом и поэтессой, дружила с Константином Хёйгенсом, личным секретарём трёх штатгальтеров молодой Голландской республики, уважаемым поэтом и наверное самым опытным знатоком мирового театрального и музыкального искусства своего времени. В 1653 г. семейная пара переехала в Амстердам, где у них родилось четверо детей. Несмотря на свою состоятельность, Кальф так и не обзавёлся собственным домом. Он часто помогал попавшим в нужду коллегам и знакомым. В амстердамский период в свои натюрморты Кальф стал включать экзотические предметы: китайские вазы, раковины и до этого времени не виданные тропические фрукты — полуочищенные апельсины и лимоны. Эти предметы привозили в Нидерланды из Америки, они были излюбленными предметами престижа достигшего благоденствия бюргерства, выставлявшего свою зажиточность напоказ. Как и все натюрморты того времени, творения Кальфа были призваны выразить иконографическую мысль о бренности — «memento mori» («помни о смерти»), служить предостережением о том, что все вещи, живые и неживые в конце концов преходящи. Кальфу однако было важно другое. Всю свою жизнь он испытывал живой интерес к игре света и световым эффектам на различных материалах, начиная с текстуры шерстяных ковров, яркого блеска металлических предметов из золота, серебра или олова, мягкого сияния фарфора и разноцветных раковин и заканчивая таинственным мерцанием граней красивейших бокалов и ваз в венецианском стиле. Продуманная до мелочей композиция натюрмортов Кальфа обеспечивается не только специфическими правилами, но и уникальной и сложной режиссурой света. Как и на его ранних крестьянских интерьерах, отдельные, очень красочные предметы залиты светом из невидимого источника (например, сияюще-красный омар с «Натюрморта с рогом амстердамской гильдии стрелков Св. Себастьяна, омаром и кубками»). Другие ценные предметы — гранёные, часто наполовину наполненные вином кубки, проступают из темноты фона постепенно, через некоторое время. Часто их форма лишь удивительным образом угадывается в отражении лучей света. Никому кроме Кальфа не удалось так реалистично показать проникающий через раковину наутилуса свет. Кальфа называют «Вермером натюрмортной живописи», и кое-где Кальф его превзошёл.
С 1663 г. Кальф писал меньше, он занялся торговлей предметами искусства и стал востребованным экспертом по искусству. В частности он наряду с другими художниками (в том числе Яном Вермером) участвовал в оценке пресловутой итальянской коллекции поддельных картин, которую в 1672 г. предложили купить «Великому курфюрсту» Фридриху Вильгельму.
Виллем Кальф умер в возрасте 74 лет, получив травму вследствие падения по дороге домой, возвращаясь из гостей. 

## Галерея
- Натюрморт с китайской супницей. 1660. Картинная галерея. Берлин
- Натюрморт. 1660. Лувр. Париж
- Натюрморт с серебряным кувшином. 1660. Рейксмузей. Амстердам